# Кушва
Ку́шва — город областного подчинения Свердловской области России, к северо-западу от городов Екатеринбурга и Нижнего Тагила. Административный центр Кушвинского муниципального округа. Промышленный центр области и крупный железнодорожный узел Урала.

## Топоним
Название происходит от реки Кушвы, на которой был основан посёлок. Гидроним происходит от «куш» (с коми-пермяцк. — «голое, обнажённое место») и ва (с коми-пермяцк. — «река»).

## География
Кушвинский городской пруд
Город Кушва расположен на восточном склоне Уральских гор, у подножья горы Благодать, преииущественно с западной и юго-западной сторон от вершины, по берегам реки Кушвы и образованного на ней Кушвинского пруда. После выделения в 1938 году из состава Свердловской области новой Пермской области город располагается на западе Свердловской области. Всего в 25-30 километрах западнее Кушвы проходят граница с Пермским краем, а также граница между Европой и Азией. Город Кушва расположен северо-западнее областного центра Екатеринбурга и Нижнего Тагила — крупных городов Урала, в 198 и 50 километрах соответственно. В непосредственной близости к северо-востоку от Кушвы находятся небольшие города Верхняя Тура и Красноуральск, а к юго-востоку находится посёлок Баранчинский.

### Географические и климатические условия
По характеру рельефа территория Кушвы делится на две меридиональные зоны:
- Западная зона переходная от высокогорной части Среднего Урала к более пониженной. Форма возвышенностей сглаженная, склоны задернованы. Только на вершинах и редко на склонах отмечаются скалистые денудационные останцы. Пониженные участки обычно заболочены.
- Восточная зона. Имеет увалистый характер (абсолютные отметки не превышают 250—260 м, относительные 50-60 м). Пониженные пространства, как правило заболочены. В целом по району отмечается слабый уклон поверхности на восток. Район не сейсмичен. Имеются полезные ископаемые: железные руды (магнетиты), огнеупорные глины, строительное сырьё.

Климат территории континентальный. Сезоны года выражены отчётливо, погода неустойчивая. На формирование климата оказывает влияние Уральский хребет, который задерживает с запада тёплые влажные ветры, а с востока холодные сухие.
Большая часть осадков приходится на тёплое время года, что благоприятно сказывается на развитии растительности. Зима длится 5-6 месяцев. Снежный покров устанавливается в конце октября-начале ноября. В феврале-марте он достигает максимальной мощности до 40 см. Снеготаяние заканчивается во второй половине апреля. Вечная мерзлота отсутствует. Средняя многолетняя величина испарения составляет 84 % от количества выпадающих осадков.

## История
Месторождение горы Благодать было открыто местным крестьянином-охотником вогулом Степаном Чумпиным (по другим данным фамилия Степана Анисимов, Григорьев или Чумкин) в мае 1735 года. За своё открытие Чумпин в 1736 году получил значительное по тем временам вознаграждение в размере 24 рублей 70 копеек. В 1826 году на вершине горы Благодать был установлен памятник Степану Чумпину, первооткрывателю месторождения железной руды.
14 мая 1735 года Семён Ярцев (в других источниках Ярцов), служивший шихтмейстером на Шайтанском заводе, подал заявку на месторождение железной руды в версте от реки Кушва. 13 июня 1735 года в Екатеринбурге была проведена опытная плавка 1 пуда кушвинской руды и получено 10 фунтов качественного железа.
Василий Никитич Татищев в ходе осмотра горы Благодать 8-9 сентября 1735 года обнаружил выходы на поверхность железной руды в виде торчащих столбов. По его оценкам, рудное тело простиралось в длину на 426 метров, в ширину на 128 метров. Раскопки в глубину не достигли низшей точки рудного тела. О результатах открытия Татищев сообщил в письме императрице Анне Иоановне 19 сентября 1735 года. Татищев оценил хорошие перспективы разработки нового месторождения и разработал план строительства около горы Благодать нескольких заводов. В сентябре 1735 года у подножья горы начались подготовительные работы для постройки Кушвинского завода, не дожидаясь одобрения властей. 17 декабря 1735 года было получено согласие императрицы за подписью кабинета министров назвать гору «Благодать». Весной 1736 года началось строительство плотины и доменных печей.
3 марта 1739 года российская императрица Анна Иоанновна передала гору Благодать и оба недостроенных Гороблагодатских завода во владение ставленнику Эрнста Иоганна Бирона, барону Курту фон Шёмбергу. Татищев был отстранён от управления горной промышленностью. За три года частного управления Шёмберг закончил постройку Кушвинского и Верхнетуринского заводов за счёт казённых ссуд, приписных крестьян и выписанных из Саксонии мастеров. В сентябре 1739 года на Кушвинском заводе была задута первая доменная печь. 6 сентября 1739 года считается датой пуска завода.
7 апреля 1742 года Елизаветой Петровной заводы были возвращены в казну, а с Шёмберга взысканы долги в размере 200 000 рублей. В 1743 году был заложен, а в 1747 году запущен третий Гороблагодатский завод Баранчинский.
5 мая 1754 года Правительствующий Сенат передал Гороблагодатские заводы (Кушвинский, Верхнетуринский, Баранчинский и строящийся Нижнетуринский) и месторождение графу Петру Ивановичу Шувалову. Приписные крестьяне не имели возможности для нормального заработка на заводах, что привело к волнениям в 1761 году, которые были подавлены силой. В декабре 1762 года приписные крестьяне Кушвинского завода бросили работу и разъехались по домам, за что были жестоко наказаны. В 1765 году долги перед крестьянами Гороблагодатских заводов составляли десятую часть стоимости предприятий.
В 1763 году Гороблагодатский горный округ окончательно перешёл в собственность казны. К 1797 году на Кушвинском заводе были построены 4 доменные печи. Для транспортировки готовой продукции был построен Гороблагодатский тракт длиной 74 километра, соединивший Кушвинский завод с построенной в 1775 году Ослянской Пристанью на реке Чусовой.
В ноябре 1800 года была упразднена Канцелярия Главного правления заводов и организовано три горных начальства, подчинявшихся Берг-коллегии: Пермское, Юговское и Гороблагодатское. 16 марта 1801 года Сенатом на Урале были учреждены Пермский, Гороблагодатский и Екатеринбургский горные округа. Первым главным начальником Гороблагодатских, Пермских и Камских заводов был назначен Андрей Фёдорович Дерябин.
В конце XVIII века на горе добывалось около 0,7 млн пудов руды в год, к середине XIX века объёмы добычи достигали 1,5 млн пудов в год.
В 1801 году Кушвинский завод стал административным центром Гороблагодатского округа.
В 1811 году на заводе было освоено изготовление художественных отливок из доменного чугуна. В 1833 году на заводе впервые в России были проведены первые плавки чугуна с использованием горячего дутья. В 1876 году между Гороблагодатскими заводами была установлена телеграфная связь. В 1878 году открылось железнодорожное сообщение Гороблагодатская — Екатеринбург. В 1884 году на Кушвинском заводе была внедрена телефонная связь.
В 1892 году в Кушве была освящена церковь во имя Архистратига Михаила (Михайло-Архангельская церковь). В 1899 году во главе исследовательской группы в Кушве побывал Дмитрий Иванович Менделеев.
В 1801—803 годах на заводе насчитывалось 419 дворов, в 1850 году — 1503. По переписи населения 1897 года на заводе проживало 8893 человека. К концу XIX века в Кушвинском заводе проживало около 10 000 человек.
В 1900 году был заложен фундамент первой мартеновской печи. 3 марта 1906 года с запуском первого мартена была получена первая кушвинская сталь. В 1913 году была запущена вторая, в 1917 году — третья печь. К 1914 году выплавка стали достигла 1,8 млн пудов.
В 1901 году около здания заводоуправления на средства рабочих был воздвигнут памятник императору Александру III.
В сентябре 1906 года открылось движение по Богословской железной дороге. В 1909 году была запущена первая в России доменная турбовоздуходувная машина. В 1913 году Гороблагодатский рудник добыл 7930 тыс. пудов железной руды, а Кушвинский завод в составе 3 доменных печей, 3 мартенов, прокатной фабрики и фабрики огнеупорных материалов выплавил 1677 тыс. пудов чугуна и 1835 тыс. пудов железа и стали. В 1915 году началось строительство электростанции.
В марте 1917 года в Кушве был выбран первый совет рабочих депутатов. 20 декабря 1917 года (2 января 1918 года) районный съезд советов Гороблагодатского округа принял решение о национализации всех приисков и рудников в округе. 3 декабря 1918 года белые войска заняли город. 17 июля 1919 года в город вошли части Красной армии.
В 1919 году металлургическое производство было законсервировано. В 1923 году домны были отремонтированы и переведены на минеральное топливо. В 1931—1932 годах были запущены в эксплуатацию чугуноразливочная машина (первая на Урале и вторая в стране) и первая на Урале воздушно-канатная дорога для транспортировке руды от горы Благодать. 12 октября 1928 года была запущена первая в стране агломерационная, дробильная и обогатительная фабрика.
14 апреля 1921 года Кушвинский завод был переведён в статус внеуездного города. Постановлением ВЦИК от 5 апреля 1926 года Кушва получила статус города и районного центра в составе Уральской области.
В 1934 году была образована Свердловская область. Кушвинский и Красноуральский районы было решено вновь объединить в один Красноуральский с центром в Кушве. 21 января 1935 года район переименовали в Кушвинский. В 1938 году объединённый район был вновь разделён на два: Красноуральский и Кушвинский.
В 1930-е годы была проведена реконструкция Центрального карьера с переводом его на электровозный транспорт и автооткатку. В 1935 году на Кушвинском заводе впервые в стране освоена выплавка чугуна из ванадиевых руд. В 1938 году на месте бывшего паровозного депо были основаны паровозоремонтные мастерские, ныне Кушвинский завод транспортного оборудования. Численность жителей в городе к 1939 году возросла до 24,9 тыс. человек.
В 1955 году в Кушве был открыт дворец культуры горняков, в 1956 году начали курсировать первые автобусы.
В ноябре 1957 года были выпущены первые прокатные валки в вальцелитейном цехе завода (ныне Кушвинский завод прокатных валков).
1 февраля 1963 года Совет депутатов трудящихся города Кушвы передан в подчинение Свердловскому областному Совету депутатов трудящихся.
В 1968 году был сдан в эксплуатацию Кушвинский гормолзавод, в 1971 году — цех железобетонных изделий, в 1973 году — Кушвинский керамзитовый завод.
24 октября 1985 года указом Президиума Верховного Совета СССР город был награждён орденом «Знак Почёта».
- Гора Благодать с часовней на вершине (1910 г.)
- Вид на город Кушву с реки (1910 г.)
- Церковь в Кушве (1910 г.)
- Кушвинский рабочий посёлок (1910 г.)
- Здания фабрик в Кушве (1910 г.)
- Кушвинский завод (1910 г.)
- Мартеновская фабрика в Кушве (1910 г.)
- Вид на гору Благодать с окраины Кушвы (1910 г.)

## Население
| 1897    | 1926    | 1931    | 1959    | 1967    | 1970    | 1979    | 1989    | 1992    |
| ------- | ------- | ------- | ------- | ------- | ------- | ------- | ------- | ------- |
| 1300    | ↗14 200 | ↘13 200 | ↗46 150 | ↗47 000 | ↘43 840 | ↘43 259 | ↘43 096 | ↗43 200 |
| 1996    | 1998    | 2001    | 2002    | 2003    | 2005    | 2006    | 2007    | 2008    |
| ↘42 300 | ↘41 800 | ↘40 400 | ↘35 555 | ↗35 600 | ↘34 300 | ↘33 900 | ↘33 600 | ↘33 400 |
| 2009    | 2010    | 2011    | 2012    | 2013    | 2014    | 2015    | 2016    | 2017    |
| ↘33 215 | ↘30 167 | ↗30 200 | ↘29 803 | ↘29 541 | ↘29 323 | ↘29 131 | ↘28 819 | ↘28 409 |
| 2018    | 2019    | 2020    | 2021    | 2023    |         |         |         |         |
| ↘28 060 | ↘27 624 | ↘27 241 | ↗27 306 | ↘26 891 |         |         |         |         |

На 1 января 2025 года по численности населения город находился на 543-м месте из 1124 городов Российской Федерации.
Уровень урбанизации высокий, что объясняется высокой долей промышленности в структуре производства города Кушва. Занятость населения определяется промышленной направленностью, 40 % населения занято в промышленности, 17 % — образование, 10 % — здравоохранение, 8 % — ЖКХ, 4 % — культура, 3 % — строительство, по 1 % — транспорт, лесное хозяйство, торговля.
Национальный состав
Бо́льшую часть населения Кушвы составляют русские (87,9 %), 6 % составляют татары, 1,7 % — украинцы, менее 1 % — другие народы.

## Экономика
Кушва является крупным промышленным центром Среднего Урала. Здесь работают промышленные предприятия разных отраслей промышленности:
- Гороблагодатское рудоуправление Высокогорского горнообогательного комбината (добыча и обогащение железной руды);
- Кушвинский завод прокатных валков (чёрная металлургия);
- Кушвинский завод по ремонту транспортного оборудования;
- Кушвинский электромеханический завод («КуЭМЗ»). (закрыт).

Промышленность строительных материалов
- Кушвинский керамзитовый завод (построен в 1973 году) (работает на базе местных запасов керамзитовых глин);
- Завод железобетонных изделий (1971 год) (производит стеновые панели, фундаментные блоки и железобетонные плиты);
- Кирпичный завод (начало 90-х) (выпускает глиняные кирпичи);
- Щебёночный завод.

Пищевая промышленность
- ООО «Молочная Благодать» (предприятие по выработке молочной продукции, за последние годы он неоднократно являлся обладателем престижных наград в своей отрасли);
- ООО «Кушвинский хлебокомбинат» (производит хлебобулочные и кондитерские изделия).

- Вид на город Кушву с горнообогатительного карьера
- Карьер Гороблагодатского рудника «Высокогорского горнообогательного комбината»
- Кушвинская роллерная фабрика («Кушвинский завод прокатных валков»)
- Городская плотина Кушвинского пруда и роллерная фабрика

## Инфраструктура

### Религия
- Православный храм во имя Архангела Михаила (главный храм Кушвинского благочиния Нижнетагильской епархии;
- Церковь Спиридона Тримифунтского (находится в городском парке культуры);
- Храм во имя Георгия Победоносца;
- Покровская часовня при храме Георгия Победоносца.

### Культурные объекты
- Городской парк культуры и отдыха;
- городской дворец культуры;
- дворец культуры железнодорожников имени Шиханова;
- кинотеатр «Феникс»;
- историко-краеведческий музей;
- музей истории советского быта;
- библиотечно-информационный центр;
- детская художественная школа;
- детская музыкальная школа.

### Мемориалы и памятники
- Мемориальный комплекс в память жертв Великой Отечественной войны;
- Монумент в честь металлургов-героев труда;
- Памятник красноармейцам «Борцам за власть Советов» на главной площади города;
- Памятник Степану Чумпину на вершине горы Благодать;
- Памятник российскому императору Александру III;
- Памятник Ленину (повторно открыт 11 июня 2022 года после того как был демонтирован в 1990-х[55]).

### Образовательные учреждения
- Баранчинский электромеханический техникум,
- 6 общеобразовательных школ (№ 1, № 3, № 4, № 6, № 10, № 20),
- музыкальная школа и художественная школа.

### Спортивные организации
- Муниципальное управление "Комитет по физической культуре спорту и туризму «Горняк»,
- спортивный комплекс ДОСААФ России,
- спорткомплекс «Заречный»,
- спортивная школа олимпийского резерва.

### Здравоохранение
В городе имеются: центральная городская больница, 4 взрослых и детских поликлиник, частный медицинский центр «Центр здоровья» и станция скорой помощи.

## Транспорт
Город Кушва находится в точке разделения двух железнодорожных магистралей Екатеринбург — Приобье (Богословская железная дорога и Екатеринбург — Пермь (Горнозаводская железная дорога). В черте города Богословская железная дорога несколькими путями примыкает к Горноуральской. Железнодорожный узел состоит из трёх станций: пассажирских Гороблагодатской, небольшой станции Благодать и грузопассажирской станции Кушва, где находятся небольшие одноэтажные вокзалы. В пределах последней станции также находится путевой пост Заводской (остановочный пункт 315 км), расположенный на подходе с Чусовского (Пермского) направления, где есть два пассажирских перрона на обоих направлениях. На всех этих станциях останавливаются электрички, со всех станций можно доехать до Екатеринбурга, Нижнего Тагила и остальных городов Свердловской области и Пермского края.
Помимо железнодорожного сообщения, в Кушве также работает автостанция, откуда можно доехать до Екатеринбурга, Нижнего Тагила и окрестных городов, до посёлков и сёл районного подчинения ходят пригородные автобусы. Внутригородской общественный транспорт представлен несколькими маршрутами автобусов малой вместимости и маршрутными такси, также работают несколько местных таксопарков.